# A9L
A9L fue la denominación de un tipo de traje espacial desarrollado por Litton Industries (la parte extravehicular del traje) y AiResearch Corporation (la parte intravehicular) para la NASA, pero que finalmente nunca fue usado. Se trataba de un traje de volumen constante que habría sido usado en el Programa de Aplicaciones Apolo, un programa para el uso de material proveniente del programa Apolo. Debido a recortes de presupuesto se decidió utilizar el traje A7LB, una versión mejorada del A7L, en lugar del A9L, en las misiones Apolo de tipo J (Apolo 15, Apolo 16 y Apolo 17), en la misión ASTP y en el Skylab.